# João Pinheiro (gemeente)
João Pinheiro is een gemeente in de Braziliaanse deelstaat Minas Gerais. De gemeente telt 45,260 inwoners (schatting 2010).

## Aangrenzende gemeenten
De gemeente grenst aan Brasilândia de Minas, Buritizeiro, Lagoa Grande, Paracatu, Presidente Olegário, São Gonçalo do Abaeté, Unaí en Varjão de Minas.

## Verkeer en vervoer
De plaats ligt aan de radiale snelweg BR-040 tussen Brasilia en Rio de Janeiro. Daarnaast ligt ze aan de weg MG-181.

## Geboren
- Heurelho da Silva Gomes (1981), voetballer (doelman)